# Stutthof-Prozesse

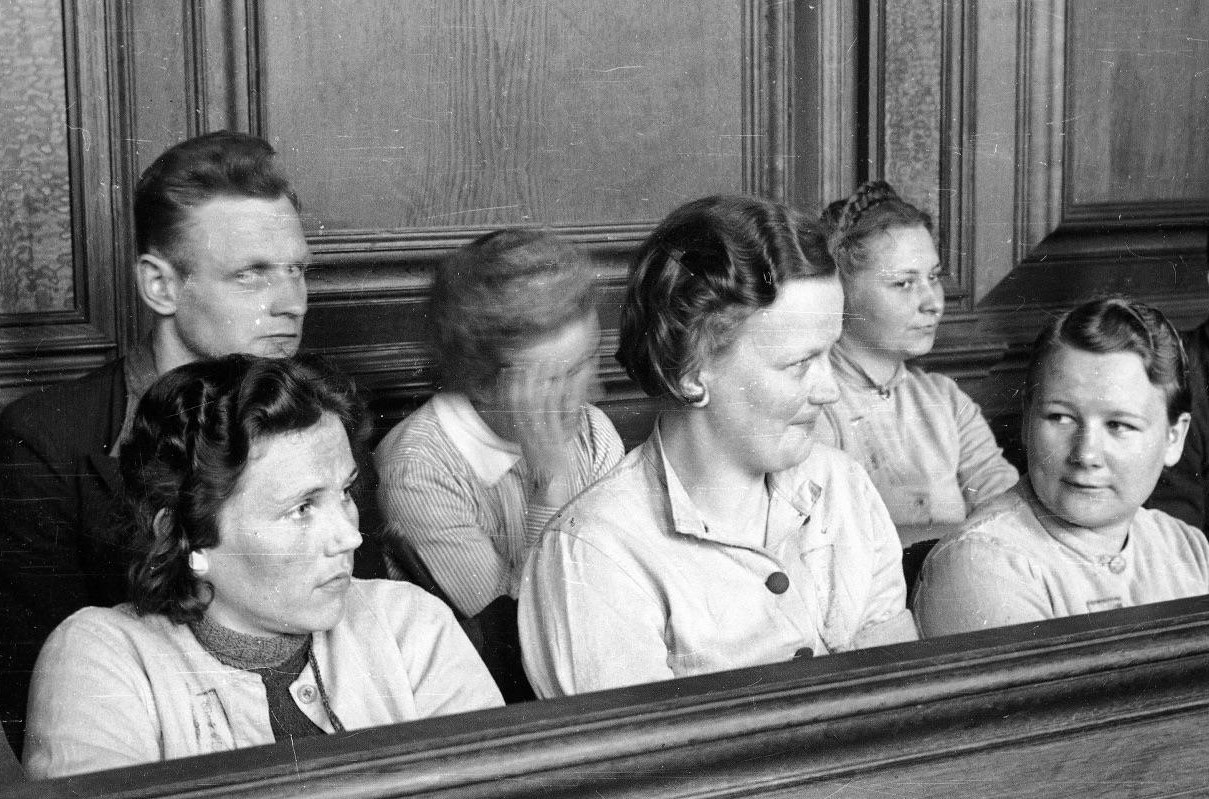
Aufseherinnen beim 1. Stutthof-Prozess in Danzig (1946).
Erste Reihe, von links: Elisabeth Becker, Gerda Steinhoff, Wanda Klaff.
Zweite Reihe: Erna Beilhardt (Mitte), Jenny Wanda Barkmann (rechts).

Die Stutthof-Prozesse (poln. Procesy załogi Stutthofu) umfassen zunächst die vier Strafprozesse gegen Angehörige der Lagermannschaft des nationalsozialistischen Konzentrationslagers Stutthof vor einem polnisch-sowjetischen Strafgericht (1. Stutthof-Prozess) bzw. vor einem polnischen Bezirksgericht (2. bis 4. Stutthof-Prozess) in Danzig in den Jahren 1946 und 1947. Des Weiteren können auch alle im In- und Ausland geführten Prozesse gegen das an den Stutthof-Verbrechen beteiligte Lagerpersonal unter diesen Begriff subsumiert werden.
Nach der Befreiung des Lagers Stutthof am 9. Mai 1945 hatte eine sowjetische Kommission zur Untersuchung nationalsozialistischer Kriegsverbrechen unverzüglich mit ihren Ermittlungen begonnen, die ab Mitte 1945 von einer polnischen Kommission fortgeführt wurden. Die Ermittlungsergebnisse bildeten die Grundlage für die Stutthof-Prozesse und auch für die Auslieferung von einigen Beschuldigten aus den westalliierten Besatzungszonen.

## Stutthof-Prozesse in Polen

### Erster Stutthof-Prozess
Der 1. Stutthof-Prozess begann am 25. April 1946 und endete am 31. Mai 1946. Insgesamt waren dreizehn Angehörige der Lagermannschaft angeklagt, darunter sechs Frauen und fünf polnische Funktionshäftlinge. Die Angeklagten wurden beschuldigt im KZ Stutthof Verbrechen gegen die Menschlichkeit begangen zu haben. Alle Angeklagten wurden für schuldig befunden. Elf der Angeklagten wurden zum Tode verurteilt. Zudem wurden zwei Haftstrafen verhängt: Aufseherin Erna Beilhardt (fünf Jahre Haft) und Kapo Kazimierz Kowalski (drei Jahre Haft).

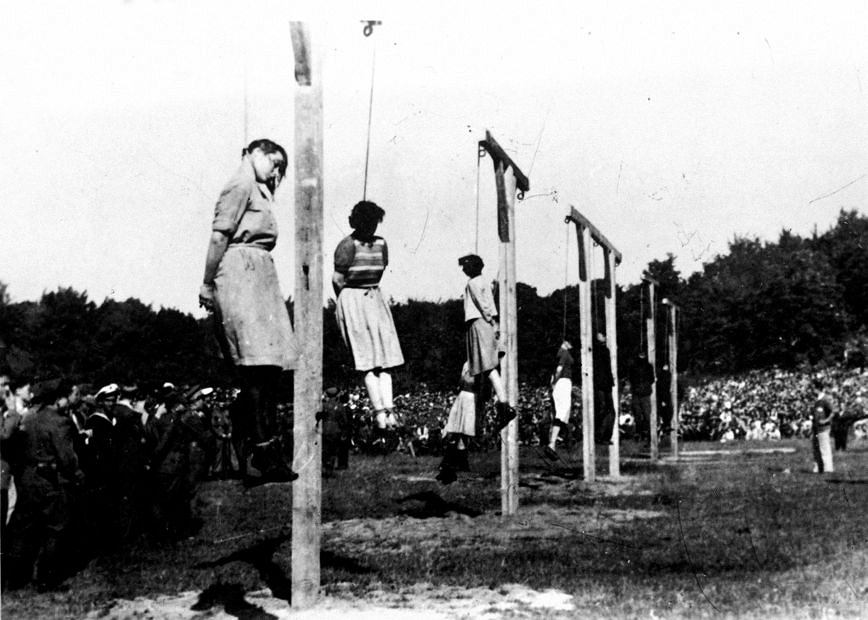
Hinrichtung der elf zum Tode Verurteilten. Von links: Barkmann, Paradies, Becker, Klaff, Steinhoff, Pauls und fünf polnischen Kapos.

Zum Tode verurteilt und öffentlich hingerichtet wurden SS-Oberscharführer John Pauls, Oberaufseherin Gerda Steinhoff, Aufseherin Ewa Paradies, Aufseherin Wanda Klaff, Aufseherin Elisabeth Becker, Aufseherin Jenny Wanda Barkmann und die polnischen Kapos Jan Breit, Tadeusz Kopczyński, Józef Reiter, Wacław Kozłowski und Franciszek Szopiński.
Die Todesurteile wurden am 4. Juli 1946 auf dem Danziger Hügel Biskupia Górka (Bischofsberg, auch Stolzenberg) durch Hängen vollstreckt. Als Henker fungierten elf ehemalige Stutthof-Häftlinge, die für die Hinrichtung nochmals ihre Häftlingskleidung anlegten. Die polnische Wochenzeitung Przekrój berichtete:
„ POLEN STRAFT KRIEGSVERBRECHER

Am 4. Juli um 17 Uhr wurde auf dem Stolzenberg das Todesurteil von elf deutschen Kriegsverbrechern des KL Stutthof öffentlich vollzogen. Sie ermordeten Tausende Unschuldige. Die Verbrecher waren betrübt und resigniert. Völlig verlassen von Arroganz und Selbstsicherheit, welche sie noch während des Prozesses zeigten. Eine der Verbrecherinnen erlitt beim Anblick der Galgen einen Anfall von krampfhaftem Schluchzen und Schreien. Als ihr die Schlinge um den Hals gelegt wurde, rief sie: „Heil Hitler!“ Die anderen Verurteilten verhielten sich ruhig, zeigten sich nur deprimiert und ängstlich. Das Urteil vollzogen ehemalige Konzentrationslagerhäftlinge in gestreifter KZ-Häftlingskleidung, darunter eine Frau. Sie alle meldeten sich freiwillig und obwohl ihnen von Rechts wegen angeboten wurde, Masken zu tragen, lehnten sie dies ab. Sie fühlten sich aufgrund ihrer Lageraufenthalte berechtigt, an der Exekution mitzuwirken. Die Hinrichtung der Verbrecher wurde von großen Publikumsmassen angesehen.“

### Zweiter Stutthof-Prozess
Der 2. Stutthof-Prozess begann am 8. Oktober 1947 und endete am 31. Oktober 1947. Insgesamt waren 24 Angehörige der Lagermannschaft angeklagt, darunter ein Funktionshäftling. Alle Angeklagten wurden für schuldig befunden. Zehn der Angeklagten wurden zum Tode verurteilt, zudem wurden eine lebenslange und dreizehn zeitige Haftstrafen verhängt (drei bis fünfzehn Jahre). Die Todesurteile wurden am 22. Oktober 1948 in Danzig durch Hängen vollstreckt.
Zum Tode verurteilt und hingerichtet wurden SS-Hauptsturmführer Theodor Traugott Meyer, SS-Oberscharführer Ewald Foth, SS-Oberscharführer Albert Paulitz, SS-Unterscharführer Fritz Peters, SS-Oberscharführer Hans Rach, SS-Rottenführer Karl Zurell, SS-Unterscharführer Kurt Dietrich, SS-Rottenführer Karl Eggert, SS-Rottenführer Paul Wellnitz und Kapo Alfred Nickolaysen.

### Dritter Stutthof-Prozess
Der 3. Stutthof-Prozess begann am 5. November 1947 und endete am 10. November 1947. Insgesamt waren 20 Angehörige der Lagermannschaft angeklagt. Von den Angeklagten wurden 19 für schuldig befunden und erhielten zeitige Haftstrafen (drei bis zwölf Jahre). Ein Angeklagter, der SS-Oberscharführer Hans Tolksdorf, wurde freigesprochen.

### Vierter Stutthof-Prozess
Der 4. Stutthof-Prozess begann am 19. November 1947 und endete am 29. November 1947. Insgesamt waren 27 Angehörige der Lagermannschaft angeklagt, darunter ein Funktionshäftling. Von den Angeklagten wurden 26 für schuldig befunden und erhielten zeitige Haftstrafen (sieben Monate bis 15 Jahre). Ein Angeklagter, der Kapo Franz Spillmann, wurde freigesprochen.

### Weitere Stutthof-Prozesse in Polen
Auch nach den vier Stutthof-Prozessen wurden noch mindestens zwei Verfahren gegen einzelne Angeklagte durchgeführt, in denen zeitige Haftstrafen verhängt wurden.

## Stutthof-Prozesse in Deutschland
In der Bundesrepublik Deutschland fanden ebenfalls Verfahren gegen das Lagerpersonal des KZ Stutthof statt.

### Prozesse in den 50er und 60er Jahren
Vor dem Landgericht Hamburg wurde 1950 gegen zwei Angeklagte wegen der Misshandlung und Tötung von Häftlingen verhandelt. Nach der Revision vor dem Bundesgerichtshof 1951 erhielt ein Angeklagter eine zweijährige Haftstrafe, der andere wurde freigesprochen.
Gegen Paul Werner Hoppe, den ehemaligen Lagerkommandanten, und Karl Otto Knott, der in Stutthof die Vergasungen überwachte, wurde vor dem Landgericht Bochum Mitte der 1950er Jahre verhandelt. Der Verfahrensgegenstand umfasste die Vergasung Hunderter jüdischer Häftlinge und Tötungen unter anderem durch Genickschuss und Benzininjektionen. Knott wurde zu drei Jahren und drei Monaten Haft verurteilt. Hoppe, nachdem er vor dem Bundesgerichtshof 1956 in Revision gegangen war, erhielt statt der zunächst verhängten Haftstrafe von fünf Jahren und drei Monaten nun neun Jahre Haftstrafe.
Vor dem Landgericht Tübingen wurde 1964 gegen Otto Haupt, Karl Otto Knott und Bernhard Luedtke verhandelt. Der Verfahrensgegenstand umfasste die Tötung von Häftlingen durch Misshandlung, Giftinjektionen und Erschießen sowie die Massentötung Hunderter jüdischer Häftlinge durch Erschießen und Vergasen – zusätzlich die Lebendverbrennung einer sowjetischen Majorin im Verbrennungsofen des Krematoriums. Das Landgericht Tübingen verurteilte am 22. Dezember 1964 Haupt zu zwölf Jahren und Luedtke zu sechs Jahren Freiheitsstrafe. Karl Otto Knott wurde freigesprochen.

### Prozesse im 21. Jahrhundert

#### Johann Rehbogen
Rehbogen wurde am 21. November 1923 in St. Georgen, Kreis Bistritz im heutigen Rumänien geboren.
Am 16. Oktober 2017 wurde bekannt, dass die Staatsanwaltschaft Dortmund Ermittlungen gegen einen zu diesem Zeitpunkt 93-jährigen ehemaligen SS-Mann aus dem Kreis Borken sowie gegen einen Wuppertaler führe. Die Entscheidung, ob Anklage erhoben werde, sollte im November fallen. Der Wuppertaler sei 92 Jahre alt und streite die Vorwürfe ab, hieß es.
Am 12. Juli 2018 teilte das Landgericht Münster mit, das Verfahren verzögere sich, da die Anwältin des inzwischen 93-jährigen diesen für dauernd verhandlungsunfähig halte. Außerdem laufe ein Verfahren wegen Befangenheit gegen den bisher gutachtenden Mediziner. Das Gerichtsverfahren wurde letztlich am 6. November 2018 eröffnet.
Zum Beginn der Hauptverhandlung ließ sich der 94-jährige Johann Rehbogen dahingehend ein, dass er kein Nazi gewesen sei und von Tötungen nichts mitbekommen habe. Der fürchterliche Zustand der Gefangenen sei ihm nicht verborgen geblieben, er habe sich jedoch nicht gegen den Einsatz gewehrt, da er "Angst vor den Nazis gehabt" habe. Der Staatsanwalt schätzte diese Aussagen als unglaubwürdig ein. Der unangenehme Gestank, der vom Krematorium herrührte, sei beim Wachestehen nur schwer zu ertragen gewesen, von Erschießungen, Prügelstrafen, Mordaktionen habe er aber nichts gehört oder gesehen. Der Historiker Stefan Hördler führte als Gutachter aus, Rehbogen müsse sich freiwillig zur Waffen-SS gemeldet haben.
Am 25. Februar 2019 teilte das Landgericht Münster mit, der inzwischen 95-jährige Johann Rehbogen sei gemäß einem medizinischen Gutachten nicht mehr verhandlungsfähig.
Mit Beschluss vom 29. März 2019 stellte die Jugendkammer des Landgerichts Münster das Verfahren wegen dauernder Verhandlungsunfähigkeit des Angeklagten ein.
Johann Rehbogen starb 2019 im Alter von 95 Jahren.

#### Bruno Dey
Am 18. April 2019 wurde bekannt, dass die Staatsanwaltschaft Hamburg Anklage gegen den 92-jährigen ehemaligen SS-Wachmann Bruno Dey wegen Beihilfe zum 5230-fachen Mord erhoben habe. Der Hamburger war den Angaben zufolge von August 1944 bis April 1945 im Konzentrationslager Stutthof bei Danzig als Wachmann im Einsatz. Dabei soll Dey „die heimtückische und grausame Tötung insbesondere jüdischer Häftlinge unterstützt“ haben, wie die Staatsanwaltschaft mitteilte. Weil er zur fraglichen Zeit erst 17 beziehungsweise 18 Jahre alt war, solle sich der 92-Jährige vor einer Jugendstrafkammer des Landgerichts Hamburg verantworten. Als Termin für die Eröffnung des Hauptverfahrens wurde der 17. Oktober 2019 genannt. Nachdem ein medizinischer Gutachter den Angeklagten für verhandlungsfähig erklärt hatte, wurden insgesamt 10 Verhandlungstage bis zum 17. Dezember 2019 angesetzt. Mit Rücksicht auf die Gesundheit des Angeklagten darf jedoch nur 2 Stunden pro Verhandlungstag verhandelt werden.
Efraim Zuroff, Prozessbeobachter und Direktor der Jerusalemer Niederlassung des Simon Wiesenthal Centers, betrachtet das Verfahren gegen Dey vor dem Hamburger Landgericht als einen Kampf "um die Seele Deutschlands".
Nach 44 Verhandlungstagen verkündete das LG Hamburg Jugendgericht am 23. Juli 2020 gegen den Angeklagten eine Strafe von 2 Jahren Haft auf Bewährung.
Das Urteil wurde am 10. August 2020 nach Rücknahme der Revisionsanträge der Nebenkläger und des Verurteilten rechtskräftig.

#### Irmgard Furchner
Am 5. Februar 2021 wurde bekannt, dass die Staatsanwaltschaft Itzehoe nach fünfjährigen Ermittlungen Anklage gegen die 95-jährige Irmgard Furchner erhoben und ihr als ehemaliger KZ-Sekretärin Beihilfe zum Mord zwischen 1943 und 1945 in mindestens 10.000 Fällen vorgeworfen hatte. Da die Angeklagte zum Tatzeitpunkt heranwachsend war, fand die Anklageerhebung vor der Jugendkammer des Landgerichts Itzehoe statt.
Im Juli 2021 eröffnete das Landgericht Itzehoe das Hauptverfahren. Der Prozess begann am 30. September 2021, musste aber wegen eines missglückten Fluchtversuches der Angeklagten auf den 19. Oktober 2021 vertagt werden. Die flüchtige Irmgard Furchner wurde noch am selben Tag gefasst. Das Gericht erließ Haftbefehl, die Untersuchungshaft sei "bis auf Weiteres" angeordnet worden. Nach einer Haftbeschwerde wurde sie am 5. Oktober mit Auflagen aus der Haft entlassen.
Das Landgericht Itzehoe verurteilte die damals 97-Jährige schließlich am 20. Dezember 2022 zu einer Jugendstrafe von zwei Jahren auf Bewährung wegen Beihilfe zum Mord an 10.000 Häftlingen. Gegen dieses Urteil ließ Furchner durch ihren Anwalt Revision einlegen. Am 20. August 2024 verwarf der Bundesgerichtshof die Revision, sodass das Urteil rechtskräftig ist.
Furchner verstarb im Januar 2025.

#### Weitere Ermittlungen
Das Landgericht Wuppertal teilte am 10. März 2021 mit, es habe die Eröffnung des Prozesses gegen einen mutmaßlichen ehemaligen SS-Wachmann des KZ Stutthof abgelehnt. Der 96-Jährige sei laut ärztlichem Gutachten dauerhaft verhandlungsunfähig. Dem Hochbetagten war Beihilfe zum Mord in mehreren hundert Fällen vorgeworfen worden. Er soll von Juni 1944 bis Mai 1945 als Heranwachsender einem SS-Totenkopf-Wachbataillon zugeteilt gewesen sein, welches das deutsche Konzentrationslager Stutthof östlich von Danzig bewacht habe. Das Gericht erlegte dem 96-Jährigen jedoch die ihm bis dahin entstandenen Kosten des Verfahrens auf, weil gegen ihn ein erheblicher Tatverdacht bestehe. Im KZ Stutthof habe es gezielte Tötungsaktionen mittels Gaskammer und Giftgas Zyklon B, aber auch durch Erschießungen mit Hilfe einer Genickschussanlage oder dem Injizieren von Benzin oder Phenol in das Herz von KZ-Insassen gegeben. Zudem seien die Gefangenen bewusst besonders lebensfeindlichen Bedingungen ausgesetzt worden.
Der Beschuldigte soll zudem einen Vernichtungstransport von rund 600 Menschen nach Auschwitz begleitet haben. Nach Auffassung der Kammer sei davon auszugehen, dass der Angeschuldigte die Tragweite und Dimension des im KZ Stutthof verübten Massenmordes erkannt und gewusst habe, dass er die grausamen Morde förderte. Diese hätten ihm während seiner zehnmonatigen Dienstzeit im Lager nicht verborgen bleiben können. Gegen den Beschluss könne noch Beschwerde eingelegt werden.